# Văltjitrăn
Văltjitrăn (bulgariska: Вълчитрън) är ett distrikt i Bulgarien.   Det ligger i kommunen Obsjtina Pordim och regionen Pleven, i den centrala delen av landet, 140 km nordost om huvudstaden Sofia.